# Bük–Bő–Gór-víztározó

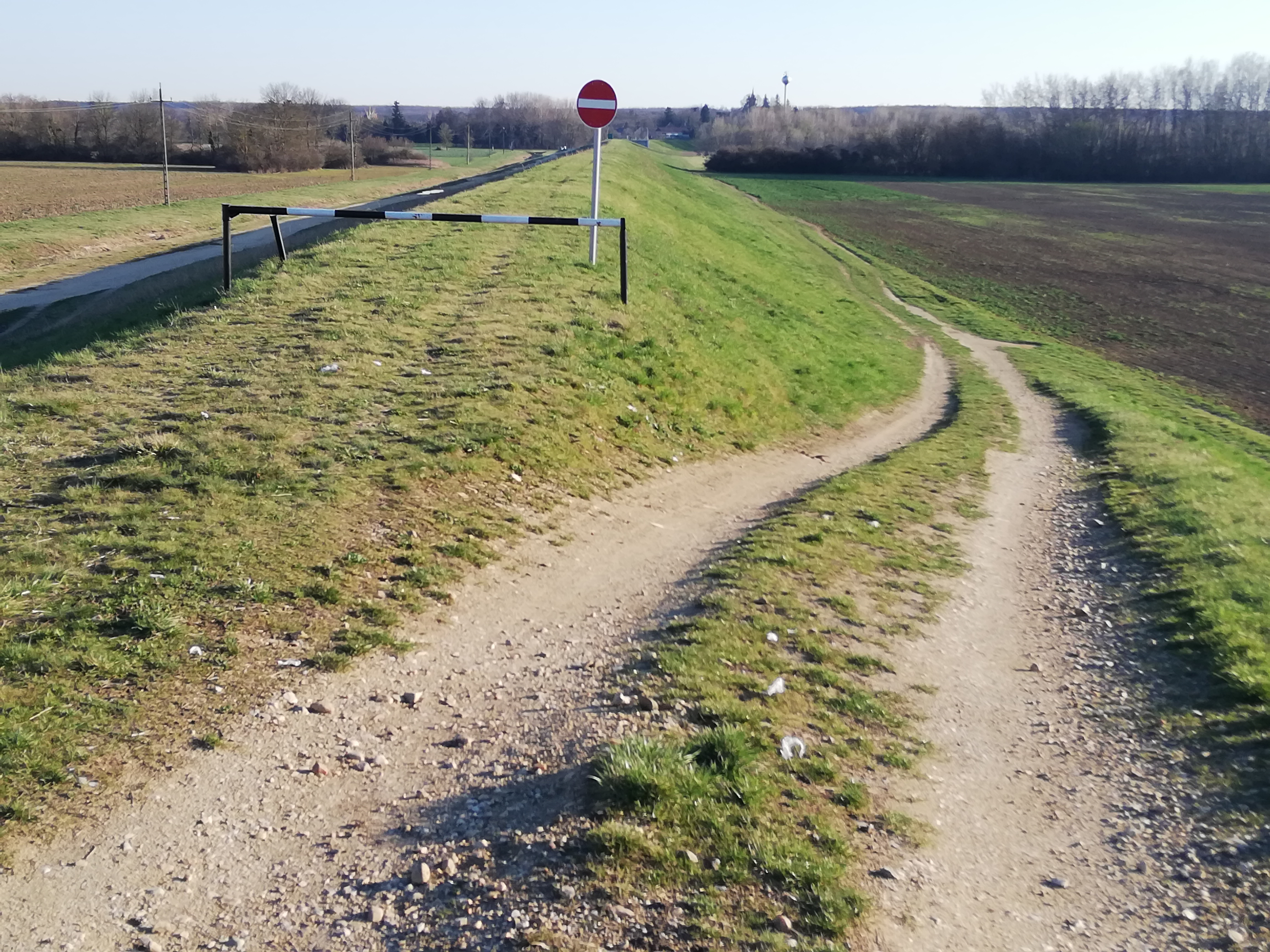
A meglévő északi védtöltés Bőben, a háttérben Gór község

A Bük–Bő–Gór-víztározó jelenleg egy árvízi vésztározó a Répce folyón, amelynek célja a szabályozatlan medervonalú szakaszokon, hogy Bő, de Chernelházadamonya, Tompaládony községek árvízi védelmét is további védtöltés kiépítése nélkül biztosítsa. Korábban említették Góri-víztározóként is. A területén a jövőben jóléti célra állandó vízfelülettel rendelkező tavat kívánnak kialakítani.

## Története
Az 1965. évi árvízi tapasztalatok és a Répce ausztriai területén végzett rendezési munkák szükségessé tették magyar területen is a Répce szabályozását. 1971-ben megindult a Répce felső szakaszának szabályozása az országhatár és a büki vasúti híd között, a szabályozáshoz tartozó műtárgyakkal, terelő- és gyűjtőárkokkal együtt. A Répce alsó szakaszára a nagyobb árvizek kiöntés nélküli levezetésére tanulmányterv készült 1983-ban. Gór-Bük térségében szükségtározó épült, melyet 1996-ban adtak át. A tározóhoz és annak leeresztő műtárgyához kapcsolódóan a természethez illeszkedő mederrendezésre került sor mintegy 2,5 km hosszan Gór, valamint Bük területén. A tározó a Répce völgy teljes elzárásával épült meg. A maximális tározó térfogat 8 millió m3, 350 ha vízfelülettel. A tározó maga az állatvilág hosszirányú átjárhatóságát nem akadályozza.
A tározó területe jelenleg erdő- és mezőgazdasági terület. A jövőben állandó vizű víztározó kialakítását tervezik szolgálva a környező települések idegenforgalmát. Új védtöltés épülne kísérve a Répce bal partját, csökkentve a korábban tervezett vízfelület nagyságát. A befogadó képessége az állandó vizű tározónak 1,9 millió m3 lenne.

## Megközelítés
Bükről Bő község és a 84-es főút felé haladva jobb kéz felől találjuk a töltést és majdani tó területét. Gór község felől a Kápolnadomb irányából érhető el, ahonnan kavicsozott út visz a Bük-Bő összekötő útig.